# Lykkelige omstændigheder (film)
Lykkelige omstændigheder er dansk film fra 2022. Filmen er instrueret af Anders W. Berthelsen.

## Plot
Søstrene, Katrine og Karoline, var tætte, men i dag kunne de ikke leve meget anderledes.
Karoline lever i et gældsplaget forhold med den arbejdsløse DJ, Ronny.
Katrine derimod har alt i sit forhold til den succesrige bygmester, Markus.
Altså alt undtagen børnene. Men da Karoline bliver gravid ved et uheld, udtænker Katrine en snedig plan, som kan løse alles problemer: Katrine betaler søsterens gæld og lidt til – og får til gengæld hendes kommende baby.

## Medvirkende
| Medvirkende        | Rolle              |
| ------------------ | ------------------ |
| Sofie Torp         | Katrine            |
| Esben Smed         | Markus             |
| Roberta Reichhardt | Karoline           |
| Joachim Fjelstrup  | Ronny              |
| Martin Høgsted     | Sten, Markus' bror |
| Monica Mariotti    | Daria              |
| Nikolaj Kopernikus | Bedemand           |